# Spieltrieb (Band)
Spieltrieb ist ein Liedermacher-Duo aus Oldenburg (Oldb). Das Duo komponiert meist für zwei Gitarren und zweistimmigen Gesang, das Repertoire umfasst Balladen, Kneipenlyrik und Gesellschaftskritik.

## Geschichte
Die Musikstudenten Philipp Kasburg und Lennart Quiring lernen sich 2004 kennen und gründen das Liedermacher-Duo Spieltrieb.
Im Jahr 2007 nimmt das Duo im Café Podcast einige Videos ihrer Songs auf, die teils noch auf Youtube verfügbar sind. Die Alben Schönes Ding und Ohrrangement! erhielten ausgezeichnete Kritiken.
Im Jahr 2009 tourt das Duo mit einem alten Wohnmobil durch die Bundesrepublik und gibt über 100 Konzerte. Ihr letztes öffentliches Konzert spielten sie 2018 in Braunschweig.

## Diskografie
- 2005: Eine Scheibe Ton
- 2005: Regionalexzess
- 2006: Schönes Ding
- 2008: Ohrrangement!
- 2010: Unabhängigkeitserklärung
- 2014: Zehn